# Jacques Ellul
Jacques Ellul (n. 6 ianuarie 1912, Bordeaux, Franța – d. 19 mai 1994, Pessac, Aquitaine, Franța) a fost un filozof, sociolog și teolog francez.
“Păcatul” care i se imputa celui supranumit “omul care a prezis aproape totul” este refuzul lui de a se specializa într-un domeniu și insistența de a se pronunța cu egală competență în domenii ca istoria instituțiilor, drept, teologie, sociologie, filozofia “tehnologiei”, mass-media.
A fost unul dintre puținii intelectuali francezi anticomuniști influențați de Marx, fiind catalogat ca marxist, calvinist, determinist, tehnofob, pesimist sau anarhist. Ellul nu este ușor de clasificat și nici una din etichetele de mai sus nu pot descrie opera sa.
El este mai cunoscut în Statele Unite decât în Franța, fiind recomandat de Aldous Huxley, care spunea ca Ellul a reușit să facă prin a  sa La Technique ou l’enjeu du siècle (1954) – The Technological Society (1964) ce nu a reușit el prin Brave New World (1932).
A fost unul dintre primii ecologiști alături de bunul sau prieten Bernard Charbonneau⁠(d), iar una dintre trăsăturile scrierilor lui, de la cele teologice până la cele de filosofie a tehnologiei sau mass-media, este o exegeza mereu surprinzătoare a ceea ce el numește "locuri comune".
Practic, Ellul pune sub semnul întrebării tot ceea ce este clar și stabilit, reușind să răstoarne modul în care înțelegem lucrurile. A fost descris ca "pionierul gândirii ecologice înainte de Michel Serres". Ca specialist în propagandă, descoperit că nu există realitatea opiniei publice înainte lui Pierre Bourdieu.  Cu exegeza locurilor comune pe care o face, el anticipează Mythologies a lui Roland Barthes. A denunțat ura de sine a susținătorilor lumii a treia și trădarea Occidentului înainte de Pascal Bruckner.”
Unele din cărțile sale au fost traduse în engleză, italiană, spaniolă, portugheză, coreeană, japoneză, germană, turcă, rusă, greacă, olandeză, suedeză, finlandeză, daneză, croată, maghiară.